# Ñuto
El ñuto es un postre proveniente de la amazonía peruana, se prepara a base de huevos, almidón de yuca y otros alimentos propio de la selva.

## Descripción

### Historia
Se registra que los ñutos tuvieron su origen en las cocinas rurales de las ciudades amazónicas, que se regalaba a los niños luego de su hora de juego por la tarde. Los ñutos acompañaban al arroz con leche y mazamorras; por la emigración el postre término expandiéndose a todo el territorio peruano.

### Elaboración
El postre resulta en bolitas de color blanco humo, su cuerpo es de manteca mezclado con huevos, harina de yuca y azúcar, la masa es cortada en 1 cm y luego metidos al horno.